# Nanotyran
Nanotyran (Nanotyrannus lancensis) – rodzaj dinozaura z rodziny tyranozaurów (Tyrannosauridae).
Żył w późnej kredzie na terenach Ameryki Północnej. Długość ciała ponad 5 m. Jego szczątki znaleziono stanie Montana (USA). Prawdopodobnie polował stadnie.
Nanotyran jest uważany niekiedy za młodego osobnika z gatunku Tyrannosaurus rex lub gatunek należący do rodzaju Tyrannosaurus. Są jednak pewne różnice w budowie czaszki – ma węższy kształt, a w paszczy jest więcej zębów. 
W 2024 roku wykazano, że nanotyran jest osobnym rodzajem.